# Живко Николић
Живко Николић (Озринићи, 20. новембар 1941 — Београд, 17. август 2001) био је југословенски и црногорски филмски редитељ, телевизијски редитељ и сценариста. 

## Биографија
Живко Николић је рођен 1941. године у црногорском селу Озринићи, у околини Никшића. Завршио је Уметничку школу у Херцег-Новом и Академију за позориште, филм, радио и телевизију у Београду.
Снимао је, како документарне, тако и дугометражне филмове, телевизијске филмове и ТВ серије. Радња његових филмова је углавном смештена у рурална поднебља планинске и (делом) приморске Црне Горе, у крајеве из којих је и сам потицао. У својим филмовима је приказивао патријархални морал, положај жене, однос супружника, назоре становника и томе слично. Са друге стране, успевао је и да у филмовима смештеним у руралним крајевима Црне Горе постави алегорије много универзалнијих тема. Тако, на пример, у филму „Чудо невиђено” приказује погубност утопистичке идеологије.
Преминуо је у Београду, 17. августа 2001. године. Сахрањен је 19. августа на гробљу Оградице, у свом родном селу Озринићи.
Рођени брат му је сценариста и глумац Драган Николић а супруга глумица Весна Пећанац.

## Филмови
- Себи за живота (1968)
- Блажени миротворци (1968)
- Траг (1971)
- Чачански неимари (1971)
- Ждријело (1972)
- Полазник (1973)
- Баук (1974)
- Аеродром Ријека (1974)
- Марко Перов (1975)
- Прозор (1976)
- Бештије (1977)
- Оглав (1977)
- Ине (1978)
- Јована Лукина (1979)
- Крвава свадба на Брзави (1980)
- Ане (1980)
- Градитељ (1980)
- Биљег (1981)
- Смрт господина Голуже (1982)
- Чудо невиђено (1984)
- Лепота порока (1986)
- У име народа (1987)
- То ка' у'вати не пушта (1988)
- Ђекна још није умрла, а ка' ће не знамо (1988)
- Искушавање ђавола (1989)
- Уклети брод (1990)
- Ориђинали (1995)
- Успаванка (1995)
- Чудни људи (2023)